# Stazione di Aix-en-Provence TGV
La stazione di Aix-en-Provence TGV (in francese Gare d'Aix-en-Provence TGV) è una stazione ferroviaria situata tra i comuni di Aix-en-Provence e Cabriès, Francia. In questa stazione si fermano treni venendo da Marsiglia e Nizza, e andando a Parigi. Questa stazione è stata inaugurata in 2001 dalla SNCF